# Campeonato de la División I de Baloncesto Masculino de la NCAA
El Campeonato de la División I de Baloncesto Masculino de la NCAA (en inglés, NCAA Men's Division I Basketball Championship) es un torneo de baloncesto universitario de eliminación directa disputado cada primavera en los Estados Unidos, en el que participan 68 equipos universitarios. El torneo, organizado por la National Collegiate Athletic Association (NCAA), fue creado en 1939 por la Asociación Nacional de Entrenadores de Baloncesto y fue idea del entrenador de Kansas Phog Allen. Disputado su mayor parte en marzo, es informalmente conocido como March Madness (Locura de Marzo) o Gran Baile. El torneo, y especialmente las semifinales nacionales y final (Final Four), se han convertido en uno de los eventos deportivos más seguidos del país.
El proceso de clasificación entre los 353 equipos que compiten en la División I de la NCAA consta de los torneos de cada conferencia (a excepción de la Ivy League, que no celebra el torneo de conferencia y lo sustituye por el campeón de la temporada regular) de la División I, recibiendo cada campeón de las 32 conferencias un pase automático para el torneo final de eliminación directa, con la ventaja de jugar como locales esos partidos únicos en la primera fase del torneo. Los 36 equipos restantes optan a la plaza por invitación, siendo elegidos por el comité de selección de la NCAA. El proceso de selección y los cabezas de serie del torneo se basan en varios factores, incluyendo las clasificaciones de los equipos, los balances de victorias-derrotas y los datos del Ratings Percentage Index. Los ocho equipos con los puestos más bajos en la clasificación juegan cuatro partidos preliminares de eliminación directa para elegir cuatro equipos, los cuales se unirán a los 60 restantes en la primera ronda del torneo. Dichos equipos son emparejados automáticamente con el número 1 de cada región y se van eliminando entre sí directamente hasta llegar a las semifinales y final nacional, conocida en el país como el Final Four.
El premio al Mejor Jugador del Torneo de la NCAA es entregado por Associated Press al final de cada torneo de la NCAA.
UCLA tiene el récord de más títulos nacionales con once, siendo John Wooden su entrenador en diez de esos campeonatos. Kentucky, es segundo con ocho títulos, Carolina del Norte y Connecticut están en la tercera posición empatados con seis títulos cada uno, mientras que Indiana y Duke están igualados con cinco títulos.
Todos los juegos del torneo son transmitidos por CBS, TBS, TNT y truTV bajo el nombre del programa NCAA March Madness. Con un contrato hasta 2032, Paramount Global y Warner Bros. Discovery pagan 891 millones de dólares anuales por los derechos de transmisión. La NCAA distribuye los ingresos a los equipos participantes en función de su avance, lo que proporciona una financiación importante para el atletismo universitario. El torneo se ha convertido en parte de la cultura popular estadounidense a través de concursos de grupos que otorgan dinero y premios por predecir correctamente los resultados de la mayoría de los juegos. Se estima que decenas de millones de estadounidenses, incluidos aquellos que no siguen el baloncesto universitario de temporada regular ni los deportes en general, participan en un concurso de categorías cada año.

## Torneo
Un total de 68 equipos clasificados para el torneo juegan en marzo y abril. Los 31 equipos campeones del torneo de sus respectivas conferencias reciben la clasificación automática. Debido a que la Ivy League no celebra torneo de conferencia, su plaza automática la recibe el campeón de la temporada regular.
Las 36 plazas restantes son por invitación y están determinadas por el comité de selección de la NCAA, un comité especial designado por la asociación. Los equipos cuya inclusión en el torneo mediante invitación no está claro, se les dice que están en la "bubble" ("burbuja"). El comité también determina el número de cabeza de serie de cada 68 equipos y sus posiciones en el cuadro.
El torneo se divide en cuatro regiones, cada una de ellas con equipos cabeza de serie entre los números 1 y 17. El comité iguala el nivel de las cuatro regiones lo máximo posible. El comité coloca en la misma región al cabeza de serie número uno con el segundo peor clasificado, y así sucesivamente. Hasta el torneo de 2010, el ganador del partido de ronda preliminar recibía el 16.º puesto clasificatorio en una región y se enfrentaba ante uno de los equipos con el número uno. Con la ampliación del torneo a 68 equipos, cada región tendrá un partido de ronda preliminar. La NCAA sopesó durante el verano de 2010 varias opciones para los partidos de ronda preliminar antes de anunciar el nuevo formato en el mes de julio de ese mismo año. Las dos opciones más barajadas por los medios de comunicación fueron:
- Usar la misma estructura que en 2010, con los dos equipos con peor posición en cada región, clasificados entre los puestos 16 y 17, jugando la ronda preliminar, y el ganador del partido avanzando y enfrentándose al equipo con el número uno.
- Eximir a los equipos con pase automático de los partidos de ronda preliminar, y en su lugar emparejando en el torneo a los ocho equipos con peores posiciones y con pase de invitación. Cada ganador debería jugar ante el equipo con posición alta, aunque no necesariamente ante el número uno.

Finalmente, la NCAA no escogió ninguna de las dos opciones.
En todas las regiones, el equipo #1 juega ante el #16; el #2 frente al #15, y así sucesivamente. El efecto de esta estructura asegura que los equipos con mejor posición se enfrentaran a los equipos peor clasificados.
El torneo es de eliminación directa y no existen partidos de consolación, aunque hubo un partido por el tercer puesto en 1981, y en cada región en el torneo de 1975. El formato de eliminación directa facilita oportunidades a los equipos más modestos a pesar de enfrentarse a los equipos mejor clasificados. Sin embargo, a pesar de que cuatro equipos con el #15 han vencido a #2 a lo largo de la historia del torneo, ningún equipo con el puesto #1 había perdido en primera ronda ante un conjunto con el #16 hasta el año 2018.

### Ronda preliminar (2001-10), First Four (desde 2011)
Cuando fue fundada la Mountain West Conference, en 1999, el ganador del torneo de esta conferencia en la temporada 1999-2000 no recibió un pase automático para el torneo de la NCAA. Como alternativa a eliminar un pase de invitación, la NCAA amplió el torneo a 65 equipos en 2001. Los equipos con los puestos #64 y #65 jugaron la ronda preliminar (informalmente conocida como "play-in game") el martes previo al primer fin de semana del torneo de la NCAA. El partido se disputa en el University of Dayton Arena en Dayton (Ohio), desde su creación.
A partir de 2011, cuando el torneo se amplíe a 68 equipos, se disputarán cuatro partidos de ronda preliminar, conocida como "First Four". Los cuatro equipos finales con plaza de invitación y los cuatro últimos clasificados con plaza automática jugarán esos cuatro partidos.

### 1.ª y 2.ª ronda (pre-2011), 2.ª y 3.ª ronda (desde 2011)
El jueves siguiente a la selección de los equipos por parte de la NCAA se disputan dieciséis partidos de primera ronda, mientras que los dieciséis restantes tienen lugar al día siguiente. Los ganadores del jueves juegan ocho partidos de segunda ronda el sábado, y el domingo se celebran los otros ocho encuentros correspondientes. Tras el primer fin de semana se mantienen dieciséis equipos, comúnmente llamados los "Sweet Sixteen".
Antes del torneo de 2002, todos los equipos jugaban los partidos de primera o segunda ronda en el mismo lugar en cada torneo regional. Desde 2002, el torneo utiliza el "pod system", diseñado para limitar los viajes de los equipos lo máximo posible. En este sistema, cada cuadro regional está dividido en cuatro pods de cuatro equipos cada uno. Los posibles pods por cabezas de serie son:
- Pod #1: 1v16, 8v9
- Pod #2: 2v15, 7v10
- Pod #3: 3v14, 6v11
- Pod #4: 4v13, 5v12

A cada uno de los ocho sitios de primera y segunda ronda se le asignan dos pods, donde cada grupo de cuatro equipos juegan entre sí. A host site's pods may be from different regions, and thus the winners of each pod would advance into separate regional tournaments.
A partir de 2011, la ronda siguiente al "First Four" será llamada "segunda ronda", consistiendo de 32 que serán jugados el jueves o el viernes. La siguiente, la "tercera ronda", constará de 16 partidos celebrados el sábado o el domingo.

### Semifinales y finales regionales
Los equipos que aún se mantienen después del primer fin de semana avanzan a las semifinales regionales (Sweet Sixteen) y finales (Elite Eight), disputadas el segundo fin de semana del torneo (una vez más, los partidos se dividien en jueves/sábado y viernes/domingo). Cuatro partidos de semifinales regionales se juegan el jueves y los otros cuatro el viernes. Tras los encuentros del viernes, solo quedan ocho equipos en el torneo (llamados Elite Eight). El sábado tiene lugar dos finales regionales enfrentando a los ganadores del jueves, y el domingo se disputan las otras dos finales regionales entre los vencedores del viernes. Una vez finalizado el segundo fin de semana del torneo, los cuatro campeones regionales entran a la "Final Four".

### Final Four
Los ganadores de cada región avanzan al Final Four, donde el sábado se disputan las semifinales nacionales y el lunes la final en sede única, designada previamente por la NCAA. Antes del torneo de 2004, los emparejamientos de las semifinales se basaban en una rotación anual. Por ejemplo, en 2000, se enfrentaban el campeón de la Región Oeste con el de la Medio Oeste, y el de la Sur con el de la Este; en 2001, el vencedor del Oeste jugaba ante el del Este, y el del Sur con el de Medio Oeste, y así rotativamente. Desde 2004 y debido a que con demasiada frecuencia los dos mejores equipos restantes se enfrentaban en un partido de semifinal y no en la final (como cuando los cabezas de serie número uno, Kansas y Maryland, se vieron las caras en una semifinal, mientras que los equipos con puestos #2 y #5 se veían en la otra semifinal), los emparejamientos son determinados por la clasificación de los cuatro cabezas de serie entre sí. Los cuatro cabezas de serie son posicionados antes de que el torneo comience.

## Historia del formato
El torneo de la NCAA ha ampliado el número de equipos en varias ocasiones a lo largo de su historia.
- 1939–1950: 8 equipos
- 1951–1952: 16 equipos
- 1953–1974: variado entre 22 y 25 equipos
- 1975–1978: 32 equipos
- 1979: 40 equipos
- 1980–1982: 48 equipos
- 1983: 52 equipos (cuatro partidos de ronda preliminar antes del torneo)
- 1984: 53 equipos (cinco partidos de ronda preliminar antes del torneo)
- 1985–2000: 64 equipos
- 2001–2010: 65 equipos (con un partido de ronda preliminar para determinar si el 64.º o el 65.º equipo juega en primera ronda)
- 2011-presente: 68 equipos (cuatro partidos de ronda preliminar antes del torneo)

Tras la conclusión del torneo de 2010, hubo muchas especulaciones sobre la ampliación del torneo a un máximo de 128 equipos. El 1 de abril de 2010, la NCAA anunció que se quería ampliar a 96 equipos para 2011. Sin embargo, el 22 de abril de 2010, la NCAA anunció un nuevo contrato televisivo con CBS/Turner y la expansión del torneo a 68 equipos.
Antes de 1975, solo había plaza para un equipo por conferencia en el torneo de la NCAA. No obstante, varios factores obligaron a la NCAA a ampliar el número de equipos. En 1970, South Carolina no obtuvo una plaza en el torneo a pesar de firmar un balance de 14 victorias y 0 derrotas en la Atlantic Coast Conference y un 25-3 en general. N.C. State ganó el torneo de la ACC ese año y consiguió la única plaza de la conferencia para el torneo (el Carolina Coliseum fue sede del East Regional del torneo de la NCAA, lo que significaba que South Carolina tampoco entró en el National Invitation Tournament). En la temporada 1971, South Carolina ocupó el segundo puesto en la clasificación de mejores universidades del país con dos derrotas, solo superados por su rival de conferencia UCLA, por lo que South Carolina se quedó fuera del torneo. En 1974, North Carolina State y Maryland, ambos en la ACC, ocupaban la segunda y tercera plaza nacional, respectivamente. Los dos equipos se encontraron en la final del torneo de la ACC, ganando NC State en la prórroga y obteniendo la única plaza de conferencia para el torneo. Posteriormente, NC State se proclamó campeón nacional.

## Trofeos y premios

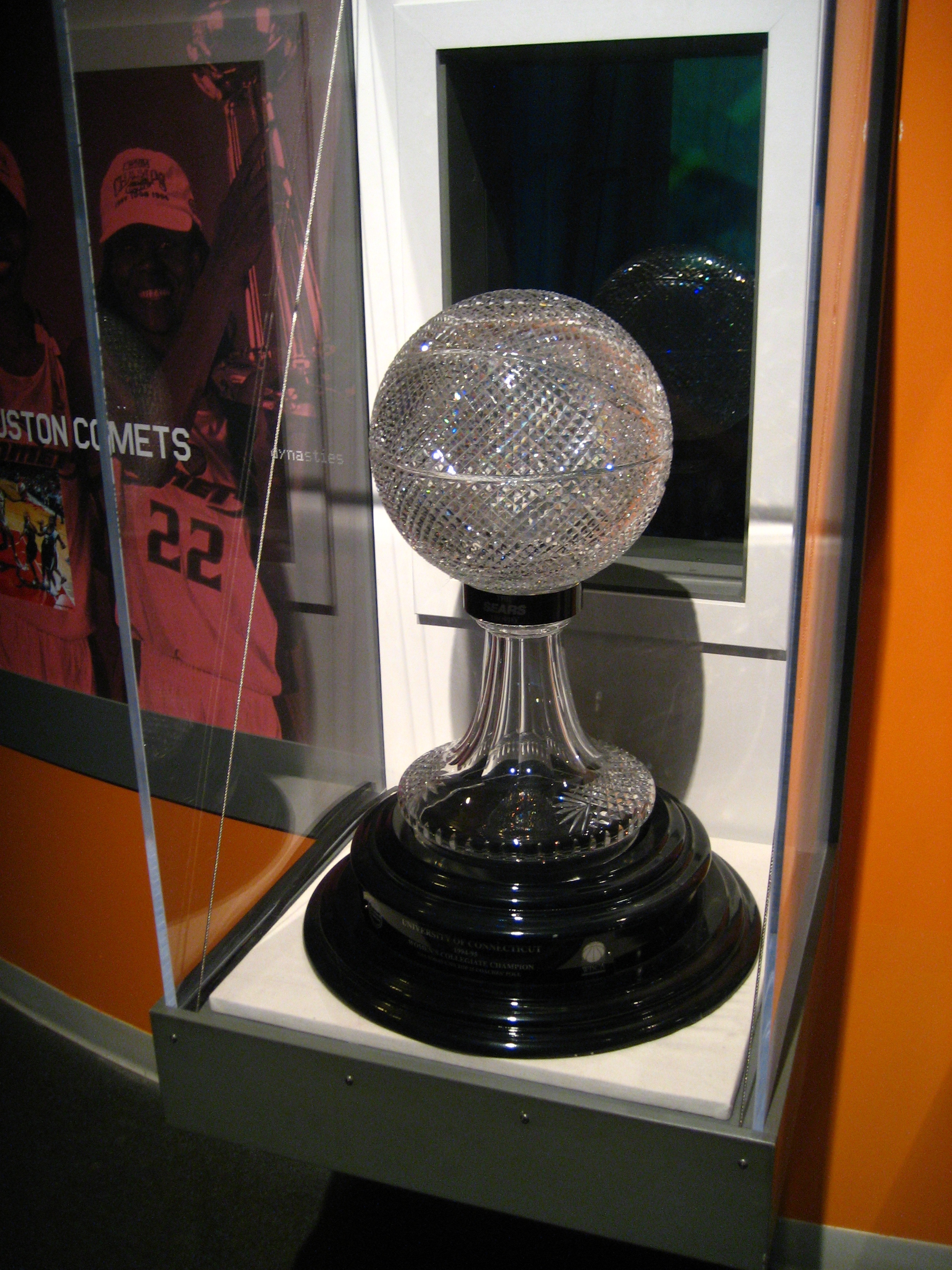
Trofeo de campeón entregado por la NABC.

Como ritual del torneo, el equipo campeón corta la red de la canasta al final de cada campeonato regional y de la final nacional. Cada jugador (tradicionalmente con los seniors en primer lugar, seguido de juniors, sophomores y freshmen) corta una parte de la red para ellos, conmemorando su victoria, mientras que el entrenador se encarga de cortar la última parte y se queda con el resto de la red. Por otra parte, los campeones regionales (a partir de 2006) reciben un trofeo de bronce de campeones regionales de la NCAA (anteriormente entregado a los equipos eliminados en las semifinales de la Final Four), y el equipo campeón nacional recibe un trofeo chapado en oro y un anillo de oro de campeón. Por otra parte, al subcampeón nacional se le entrega un trofeo de plata, y a los otros tres equipos de la Final Four anillos de plata.
Una vez entregado el trofeo de campeón, un jugador es seleccionado y galardonado con el premio al Mejor Jugador del Torneo de la NCAA (normalmente entregado a un jugador del equipo vencedor).
La Asociación Nacional de Entrenadores de Baloncesto (NABC, por sus siglas en inglés) también entrega un trofeo de cristal al equipo mejor clasificado en las votaciones de los entrenadores de final de temporada, siendo siempre el mismo equipo que se proclama campeón nacional. Durante mediados de los años 2000, este premio fue nombrado Trofeo Siemens. En ocasiones confundido con el propio trofeo de la NCAA, el trofeo de la NABC es presentado de manera separada en una rueda de prensa celebrada el día después de la final universitaria, a pesar de que solía ser entregado inmediatamente después del trofeo de la NCAA.

## Conferencias
| CONFERENCIAS DIVISIÓN I NCAA       |                |           |          |          |
| Conferencia                        | Acrónimo       | Fundación | Miembros | Deportes |
| Atlantic Coast Conference          | ACC            | 1953      | 15       | 27       |
| Big Ten Conference                 | Big Ten        | 1896      | 14       | 28       |
| Big 12 Conference                  | Big 12         | 1994      | 10       | 23       |
| Pacific-12 Conference              | Pac-12         | 1959      | 12       | 24       |
| Southeastern Conference            | SEC            | 1932      | 14       | 21       |
| American Athletic Conference       | The American   | 1979      | 12       | 21       |
| Conference USA                     | C-USA          | 1995      | 14       | 19       |
| Mid-American Conference            | MAC            | 1946      | 12       | 23       |
| Mountain West Conference           | MW; MWC        | 1999      | 11       | 18       |
| Sun Belt Conference                | Sun Belt       | 1976      | 12       | 18       |
| Big Sky Conference                 | Big Sky        | 1963      | 12       | 16       |
| Big South Conference               | Big South      | 1983      | 10       | 19       |
| Colonial Athletic Association      | CAA            | 1983      | 10       | 21       |
| Ivy League                         | Ivy League     | 1954      | 8        | 33       |
| Mid-Eastern Athletic Conference    | MEAC           | 1970      | 13       | 15       |
| Northeast Conference               | NEC            | 1981      | 10       | 23       |
| Ohio Valley Conference             | OVC            | 1948      | 12       | 17       |
| Patriot League                     | Patriot        | 1986      | 10       | 24       |
| Southern Conference                | SOCON          | 1921      | 10       | 21       |
| Southland Conference               | Southland      | 1963      | 13       | 17       |
| Southwestern Athletic Conference   | SWAC           | 1920      | 10       | 18       |
| America East Conference            | America East   | 1979      | 9        | 19       |
| Atlantic Sun Conference            | ASUN           | 1978      | 8        | 19       |
| Atlantic Ten Conference            | A-10           | 1975      | 14       | 21       |
| Big East Conference                | Big East       | 2013      | 10       | 22       |
| Big West Conference                | BWC            | 1969      | 9        | 18       |
| Horizon League                     | Horizon League | 1979      | 10       | 19       |
| Metro Atlantic Athletic Conference | MAAC           | 1980      | 11       | 24       |
| Missouri Valley Conference         | MVC; Valley    | 1907      | 10       | 17       |
| The Summit League                  | The Summit     | 1982      | 8        | 19       |
| West Coast Conference              | WCC            | 1952      | 10       | 14       |
| Western Athletic Conference        | WAC            | 1962      | 8        | 19       |

## Palmarés

### Campeones (1901-1937)
| Año  | Campeón    | Vict.-Derr. |
| ---- | ---------- | ----------- |
| 1901 | Yale       | 10-4        |
| 1902 | Minnesota  | 11-0        |
| 1903 | Yale       | 15-1        |
| 1904 | Columbia   | 17-1        |
| 1905 | Columbia   | 19-1        |
| 1906 | Dartmouth  | 16-2        |
| 1907 | Chicago    | 22-2        |
| 1908 | Chicago    | 21-2        |
| 1909 | Chicago    | 12-0        |
| 1910 | Columbia   | 11-1        |
| 1911 | St. John's | 14-0        |
| 1912 | Wisconsin  | 15-0        |

| Año  | Campeón          | Vict.-Derr. |
| ---- | ---------------- | ----------- |
| 1913 | Navy             | 9-0         |
| 1914 | Wisconsin        | 15-0        |
| 1915 | Illinois         | 16-0        |
| 1916 | Wisconsin        | 20-1        |
| 1917 | Washington State | 25-1        |
| 1918 | Syracuse         | 16-1        |
| 1919 | Minnesota        | 13-0        |
| 1920 | Pennsylvania     | 22-1        |
| 1921 | Pennsylvania     | 21-2        |
| 1922 | Kansas           | 16-2        |
| 1923 | Kansas           | 17-1        |
| 1924 | North Carolina   | 25-0        |

| Año  | Campeón       | Vict.-Derr. |
| ---- | ------------- | ----------- |
| 1925 | Princeton     | 21-2        |
| 1926 | Syracuse      | 19-1        |
| 1927 | Notre Dame    | 19-1        |
| 1928 | Pittsburgh    | 21-0        |
| 1929 | Montana State | 36-2        |
| 1930 | Pittsburgh    | 23-2        |
| 1931 | Northwestern  | 16-1        |
| 1932 | Purdue        | 17-1        |
| 1933 | Kentucky      | 20-3        |
| 1934 | Wyoming       | 26-3        |
| 1935 | New York      | 19-1        |
| 1936 | Notre Dame    | 22-2-1      |
| 1937 | Stanford      | 25-2        |

### Campeones tras la instauración de la Final Four en 1939
| Año  | Campeón                                           | Resultado                                         | Finalista                                         | MVP                                               | Equipo del MVP                                    |
| ---- | ------------------------------------------------- | ------------------------------------------------- | ------------------------------------------------- | ------------------------------------------------- | ------------------------------------------------- |
| 1939 | Oregon                                            | 46-33                                             | Ohio State                                        | Jimmy Hull                                        | Ohio State                                        |
| 1940 | Indiana                                           | 60-42                                             | Kansas                                            | Marv Huffman                                      | Indiana                                           |
| 1941 | Wisconsin                                         | 39-34                                             | Washington State                                  | John Kotz                                         | Wisconsin                                         |
| 1942 | Stanford                                          | 53-38                                             | Dartmouth                                         | Howie Dallmar                                     | Stanford                                          |
| 1943 | Wyoming                                           | 46-34                                             | Georgetown                                        | Ken Sailors                                       | Wyoming                                           |
| 1944 | Utah                                              | 42-40 (pr.)                                       | Dartmouth                                         | Arnie Ferrin                                      | Utah                                              |
| 1945 | Oklahoma A&M                                      | 49-45                                             | New York                                          | Bob Kurland                                       | Oklahoma A&M                                      |
| 1946 | Oklahoma A&M                                      | 43-40                                             | Carolina del Norte                                | Bob Kurland                                       | Oklahoma A&M                                      |
| 1947 | Holy Cross                                        | 58-47                                             | Oklahoma                                          | George Kaftan                                     | Holy Cross                                        |
| 1948 | Kentucky                                          | 58-42                                             | Baylor                                            | Alex Groza                                        | Kentucky                                          |
| 1949 | Kentucky                                          | 46-36                                             | Oklahoma State                                    | Alex Groza                                        | Kentucky                                          |
| 1950 | CC New York                                       | 71-68                                             | Bradley                                           | Irwin Dambrot                                     | CC New York                                       |
| 1951 | Kentucky                                          | 68-58                                             | Kansas State                                      | Bill Spivey                                       | Kentucky                                          |
| 1952 | Kansas                                            | 80-63                                             | St. John's                                        | Clyde Lovellette                                  | Kansas                                            |
| 1953 | Indiana                                           | 69-68                                             | Kansas                                            | B.H. Born                                         | Kansas                                            |
| 1954 | La Salle                                          | 92-76                                             | Bradley                                           | Tom Gola                                          | La Salle                                          |
| 1955 | San Francisco                                     | 76-73                                             | La Salle                                          | Bill Russell                                      | San Francisco                                     |
| 1956 | San Francisco                                     | 83-71                                             | Iowa                                              | Hal Lear                                          | Temple                                            |
| 1957 | North Carolina                                    | 54-53 (3 pr.)                                     | Kansas                                            | Wilt Chamberlain                                  | Kansas                                            |
| 1958 | Kentucky                                          | 84-72                                             | Seattle                                           | Elgin Baylor                                      | Seattle                                           |
| 1959 | California                                        | 71-70                                             | West Virginia                                     | Jerry West                                        | West Virginia                                     |
| 1960 | Ohio State                                        | 75-55                                             | California                                        | Jerry Lucas                                       | Ohio State                                        |
| 1961 | Cincinnati                                        | 70-65 (pr.)                                       | Ohio State                                        | Jerry Lucas                                       | Ohio State                                        |
| 1962 | Cincinnati                                        | 71-59                                             | Ohio State                                        | Paul Hogue                                        | Cincinnati                                        |
| 1963 | Loyola Chicago                                    | 60-58 (pr.)                                       | Cincinnati                                        | Art Heyman                                        | Duke                                              |
| 1964 | UCLA                                              | 98-83                                             | Duke                                              | Walt Hazzard                                      | UCLA                                              |
| 1965 | UCLA                                              | 91-80                                             | Michigan                                          | Bill Bradley                                      | Princeton                                         |
| 1966 | Texas Western                                     | 72-65                                             | Kentucky                                          | Jerry Chambers                                    | Utah                                              |
| 1967 | UCLA                                              | 79-64                                             | Dayton                                            | Lew Alcindor                                      | UCLA                                              |
| 1968 | UCLA                                              | 78-55                                             | Carolina del Norte                                | Lew Alcindor                                      | UCLA                                              |
| 1969 | UCLA                                              | 92-72                                             | Purdue                                            | Lew Alcindor                                      | UCLA                                              |
| 1970 | UCLA                                              | 80-69                                             | Jacksonville                                      | Sidney Wicks                                      | UCLA                                              |
| 1971 | UCLA                                              | 68-62                                             | Villanova                                         | Howard Porter                                     | Villanova                                         |
| 1972 | UCLA                                              | 81-76                                             | Florida State                                     | Bill Walton                                       | UCLA                                              |
| 1973 | UCLA                                              | 87-66                                             | Memphis State                                     | Bill Walton                                       | UCLA                                              |
| 1974 | North Carolina State                              | 76-64                                             | Marquette                                         | David Thompson                                    | North Carolina State                              |
| 1975 | UCLA                                              | 92-85                                             | Kentucky                                          | Richard Washington                                | UCLA                                              |
| 1976 | Indiana                                           | 86-68                                             | Michigan                                          | Kent Benson                                       | Indiana                                           |
| 1977 | Marquette                                         | 67-59                                             | Carolina del Norte                                | Butch Lee                                         | Marquette                                         |
| 1978 | Kentucky                                          | 94-88                                             | Duke                                              | Jack Givens                                       | Kentucky                                          |
| 1979 | Michigan State                                    | 75-64                                             | Indiana State                                     | Earvin Johnson                                    | Michigan State                                    |
| 1980 | Louisville                                        | 59-54                                             | UCLA                                              | Darrell Griffith                                  | Louisville                                        |
| 1981 | Indiana                                           | 63-50                                             | Carolina del Norte                                | Isiah Thomas                                      | Indiana                                           |
| 1982 | North Carolina                                    | 63-62                                             | Georgetown                                        | James Worthy                                      | Carolina del Norte                                |
| 1983 | North Carolina State                              | 54-52                                             | Houston                                           | Akeem Olajuwon                                    | Houston                                           |
| 1984 | Georgetown                                        | 84-75                                             | Houston                                           | Patrick Ewing                                     | Georgetown                                        |
| 1985 | Villanova                                         | 66-64                                             | Georgetown                                        | Ed Pinckney                                       | Villanova                                         |
| 1986 | Louisville                                        | 72-69                                             | Duke                                              | Pervis Ellison                                    | Louisville                                        |
| 1987 | Indiana                                           | 74-73                                             | Syracuse                                          | Keith Smart                                       | Indiana                                           |
| 1988 | Kansas                                            | 83-79                                             | Oklahoma                                          | Danny Manning                                     | Kansas                                            |
| 1989 | Michigan                                          | 80-79 (pr.)                                       | Seton Hall                                        | Glen Rice                                         | Michigan                                          |
| 1990 | UNLV                                              | 103-73                                            | Duke                                              | Anderson Hunt                                     | UNLV                                              |
| 1991 | Duke                                              | 72-65                                             | Kansas                                            | Christian Laettner                                | Duke                                              |
| 1992 | Duke                                              | 71-51                                             | Michigan                                          | Bobby Hurley                                      | Duke                                              |
| 1993 | North Carolina                                    | 77-71                                             | Michigan                                          | Donald Williams                                   | Carolina del Norte                                |
| 1994 | Arkansas                                          | 76-72                                             | Duke                                              | Corliss Williamson                                | Arkansas                                          |
| 1995 | UCLA                                              | 89-78                                             | Arkansas                                          | Ed O'Bannon                                       | UCLA                                              |
| 1996 | Kentucky                                          | 76-67                                             | Syracuse                                          | Tony Delk                                         | Kentucky                                          |
| 1997 | Arizona                                           | 84-79 (pr.)                                       | Kentucky                                          | Miles Simon                                       | Arizona                                           |
| 1998 | Kentucky                                          | 78-69                                             | Utah                                              | Jeff Sheppard                                     | Kentucky                                          |
| 1999 | Connecticut                                       | 77-74                                             | Duke                                              | Richard Hamilton                                  | Connecticut                                       |
| 2000 | Michigan State                                    | 89-76                                             | Florida                                           | Mateen Cleaves                                    | Michigan State                                    |
| 2001 | Duke                                              | 82-72                                             | Arizona                                           | Shane Battier                                     | Duke                                              |
| 2002 | Maryland                                          | 64-52                                             | Indiana                                           | Juan Dixon                                        | Maryland                                          |
| 2003 | Syracuse                                          | 81-78                                             | Kansas                                            | Carmelo Anthony                                   | Syracuse                                          |
| 2004 | Connecticut                                       | 82-73                                             | Georgia Tech                                      | Emeka Okafor                                      | Connecticut                                       |
| 2005 | North Carolina                                    | 75-70                                             | Illinois                                          | Sean May                                          | Carolina del Norte                                |
| 2006 | Florida                                           | 73-57                                             | UCLA                                              | Joakim Noah                                       | Florida                                           |
| 2007 | Florida                                           | 84-75                                             | Ohio State                                        | Corey Brewer                                      | Florida                                           |
| 2008 | Kansas                                            | 75-68 (pr.)                                       | Memphis                                           | Mario Chalmers                                    | Kansas                                            |
| 2009 | North Carolina                                    | 89-72                                             | Michigan State                                    | Wayne Ellington                                   | Carolina del Norte                                |
| 2010 | Duke                                              | 61-59                                             | Butler                                            | Kyle Singler                                      | Duke                                              |
| 2011 | Connecticut                                       | 53-41                                             | Butler                                            | Kemba Walker                                      | Connecticut                                       |
| 2012 | Kentucky                                          | 67-59                                             | Kansas                                            | Anthony Davis                                     | Kentucky                                          |
| 2013 | Louisville                                        | 82-76                                             | Michigan                                          | Luke Hancock                                      | Louisville                                        |
| 2014 | Connecticut                                       | 60-54                                             | Kentucky                                          | Shabazz Napier                                    | Connecticut                                       |
| 2015 | Duke                                              | 68-63                                             | Wisconsin                                         | Tyus Jones                                        | Duke                                              |
| 2016 | Villanova                                         | 77-74                                             | Carolina del Norte                                | Ryan Arcidiacono                                  | Villanova                                         |
| 2017 | North Carolina                                    | 71-65                                             | Gonzaga                                           | Joel Berry II                                     | Carolina del Norte                                |
| 2018 | Villanova                                         | 79-62                                             | Michigan                                          | Donte DiVincenzo                                  | Villanova                                         |
| 2019 | Virginia                                          | 85-77 (pr.)                                       | Texas Tech                                        | Kyle Guy                                          | Virginia                                          |
| 2020 | Torneo cancelado debido a la pandemia de COVID-19 | Torneo cancelado debido a la pandemia de COVID-19 | Torneo cancelado debido a la pandemia de COVID-19 | Torneo cancelado debido a la pandemia de COVID-19 | Torneo cancelado debido a la pandemia de COVID-19 |
| 2021 | Baylor                                            | 86-70                                             | Gonzaga                                           | Jared Butler                                      | Baylor                                            |
| 2022 | Kansas                                            | 72-69                                             | North Carolina                                    | Ochai Agbaji                                      | Kansas                                            |
| 2023 | UConn                                             | 76-59                                             | San Diego State                                   | Adama Sanogo                                      | UConn                                             |
| 2024 | UConn                                             | 75-60                                             | Purdue                                            | Tristen Newton                                    | UConn                                             |
| 2025 | Florida                                           | 65-63                                             | Houston                                           | Walter Clayton Jr.                                | Florida                                           |

## Récords
Más Campeonatos NCAA
| N.º | Universidad          | Títulos | Años                                                             |
| --- | -------------------- | ------- | ---------------------------------------------------------------- |
| 1   | UCLA                 | 11      | 1964, 1965, 1967, 1968, 1969, 1970, 1971, 1972, 1973, 1975, 1995 |
| 2   | Kentucky             | 8       | 1948, 1949, 1951, 1958, 1978, 1996, 1998, 2012                   |
| 3   | Carolina del Norte   | 6       | 1957, 1982, 1993, 2005, 2009, 2017                               |
| 3   | Connecticut          | 6       | 1999, 2004, 2011, 2014, 2023, 2024                               |
| 5   | Duke                 | 5       | 1991, 1992, 2001, 2010, 2015                                     |
| 5   | Indiana              | 5       | 1940, 1953, 1976, 1981, 1987                                     |
| 7   | Kansas               | 4       | 1952, 1988, 2008, 2022                                           |
| 8   | Louisville           | 3       | 1980, 1986, 2013                                                 |
| 8   | Villanova            | 3       | 1985, 2016, 2018                                                 |
| 8   | Florida              | 3       | 2006, 2007, 2025                                                 |
| 11  | Oklahoma State       | 2       | 1945, 1946                                                       |
| 11  | San Francisco        | 2       | 1955, 1956                                                       |
| 11  | Cincinnati           | 2       | 1961, 1962                                                       |
| 11  | North Carolina State | 2       | 1974, 1983                                                       |
| 11  | Michigan State       | 2       | 1979, 2000                                                       |
| 17  | Oregon               | 1       | 1939                                                             |
| 17  | Wisconsin            | 1       | 1941                                                             |
| 17  | Stanford             | 1       | 1942                                                             |
| 17  | Wyoming              | 1       | 1943                                                             |
| 17  | Utah                 | 1       | 1944                                                             |
| 17  | Holy Cross           | 1       | 1947                                                             |
| 17  | CC New York          | 1       | 1950                                                             |
| 17  | La Salle             | 1       | 1954                                                             |
| 17  | California           | 1       | 1959                                                             |
| 17  | Ohio State           | 1       | 1960                                                             |
| 17  | Loyola Chicago       | 1       | 1963                                                             |
| 17  | UTEP                 | 1       | 1966                                                             |
| 17  | Marquette            | 1       | 1977                                                             |
| 17  | Georgetown           | 1       | 1984                                                             |
| 17  | Michigan             | 1       | 1989                                                             |
| 17  | UNLV                 | 1       | 1990                                                             |
| 17  | Arkansas             | 1       | 1994                                                             |
| 17  | Arizona              | 1       | 1997                                                             |
| 17  | Maryland             | 1       | 2002                                                             |
| 17  | Syracuse             | 1       | 2003                                                             |
| 17  | Virginia             | 1       | 2019                                                             |
| 17  | Baylor               | 1       | 2021                                                             |

Más apariciones en la Final Four
| Puesto | Universidad    | #  |
| ------ | -------------- | -- |
| 1      | North Carolina | 21 |
| 2      | Kentucky       | 17 |
| 2      | UCLA           | 17 |
| 4      | Duke           | 17 |
| 5      | Kansas         | 15 |
| 6      | Ohio State     | 10 |
| 6      | Louisville     | 10 |
| 8      | Michigan State | 9  |
| 9      | Indiana        | 8  |

Más apariciones en el Torneo NCAA
| Puesto | Universidad        | #  |
| ------ | ------------------ | -- |
| 1      | Kentucky           | 56 |
| 2      | Carolina del Norte | 48 |
| 3      | UCLA               | 46 |
| 3      | Kansas             | 46 |
| 5      | Louisville         | 42 |
| 6      | Duke               | 41 |
| 7      | Indiana            | 39 |

### Máximos individuales en un partido
| Categoría     | Jugador          | Equipo           | Año  | Estadística |
| ------------- | ---------------- | ---------------- | ---- | ----------- |
| Puntos        | Austin Carr      | Notre Dame       | 1970 | 61          |
| TC anotados   | Austin Carr      | Notre Dame       | 1970 | 25          |
| TC intentados | Austin Carr      | Notre Dame       | 1970 | 44          |
| T3 anotados   | Jeff Fryer       | Loyola Marymount | 1990 | 11          |
| T3 intentados | Jeff Fryer       | Loyola Marymount | 1989 | 22          |
| TL anotados   | Bob Carney       | Bradley          | 1954 | 23          |
| TL anotados   | Travis Mays      | Texas            | 1990 | 23          |
| TL intentados | David Robinson   | Navy             | 1986 | 27          |
| TL intentados | Travis Mays      | Texas            | 1990 | 27          |
| Rebotes       | Fred Cohen       | Temple           | 1956 | 34          |
| Asistencias   | Markquis Nowell  | Kansas State     | 2023 | 19          |
| Robos         | Ty Lawson        | North Carolina   | 2009 | 8           |
| Robos         | Russ Smith       | Louisville       | 2013 | 8           |
| Robos         | JD Notae         | Arkansas         | 2022 | 8           |
| Tapones       | Shaquille O'Neal | LSU              | 1992 | 11          |

Triples-dobles
Como los robos y los tapones no comenzaron a contabilizarse hasta la temporada 1986–87, estos son los triples dobles oficialmente reconocidos en la NCAA (desde 1987):
- Gary Grant, Michigan — 24 puntos, 10 rebotes, 10 asistencias — 1987[11]
- Shaquille O'Neal, LSU — 26 puntos, 13 rebotes, 11 tapones — 1992[12]
- David Cain, St. John's — 12 puntos, 11 rebotes, 11 asistencias — 1993[13]
- Andre Miller, Utah — 18 puntos, 14 rebotes, 13 asistencias — 1998[12]
- Dwyane Wade, Marquette — 29 puntos, 11 rebotes, 11 asistencias — 2003[12]
- Cole Aldrich, Kansas — 13 puntos, 20 rebotes, 10 tapones — 2009
- Draymond Green, Michigan State — 23 puntos, 11 rebotes, 10 asistencias — 2011[10]
- Draymond Green, Michigan State — 24 puntos, 12 rebotes, 10 asistencias — 2012[14]
- Ja Morant, Murray State — 17 puntos, 11 rebotes, 16 asistencias — 2019[15]